# 조성우 (음악가)
조성우(1963년 8월 16일 ~ )는 대한민국의 음악가이자 연예기획사 '엠엔에프씨'의 대표이사이다.
대학시절 밴드의 기타리스트로 활동하였으며 라디오 음악프로그램의 고정 패널로 활동하였다. 영화 《봄날은 간다》에서 음악감독을 담당하였다.

## 출신학교
- 한성고등학교
- 연세대학교 철학과

## 작품 목록

### 음악
- 영어완전정복 (2003년)